# Arcueil
Arcueil – miejscowość i gmina we Francji, w regionie Île-de-France, w departamencie Dolina Marny.

Położenie Arcueil w ramach aglomeracji paryskiej

Według danych na rok 1990 gminę zamieszkiwały 20 334 osoby, a gęstość zaludnienia wynosiła 8727 osób/km² (wśród 1287 gmin regionu Île-de-France Arcueil plasuje się na 140. miejscu pod względem liczby ludności, natomiast pod względem powierzchni na miejscu 852.).
W Arcueil znajdowało się laboratorium jądrowe Marii Skłodowskiej-Curie (w pobliżu XVII-wiecznego akweduktu). Dziś niszczejące i odizolowane wysokim murem z powodu znacznego zanieczyszczenia radioaktywnego, zwane popularnie przez mieszkańców tej dzielnicy „Czernobylem nad Sekwaną”.